# Sancha Mallorská
Sancha Mallorská (šp. Sancha de Mallorca, it. Sancha d'Aragona, 1285 – 28. července 1345 Neapol) byla kalábrijská vévodkyně a neapolská královna, manželka Roberta Moudrého.

## Život

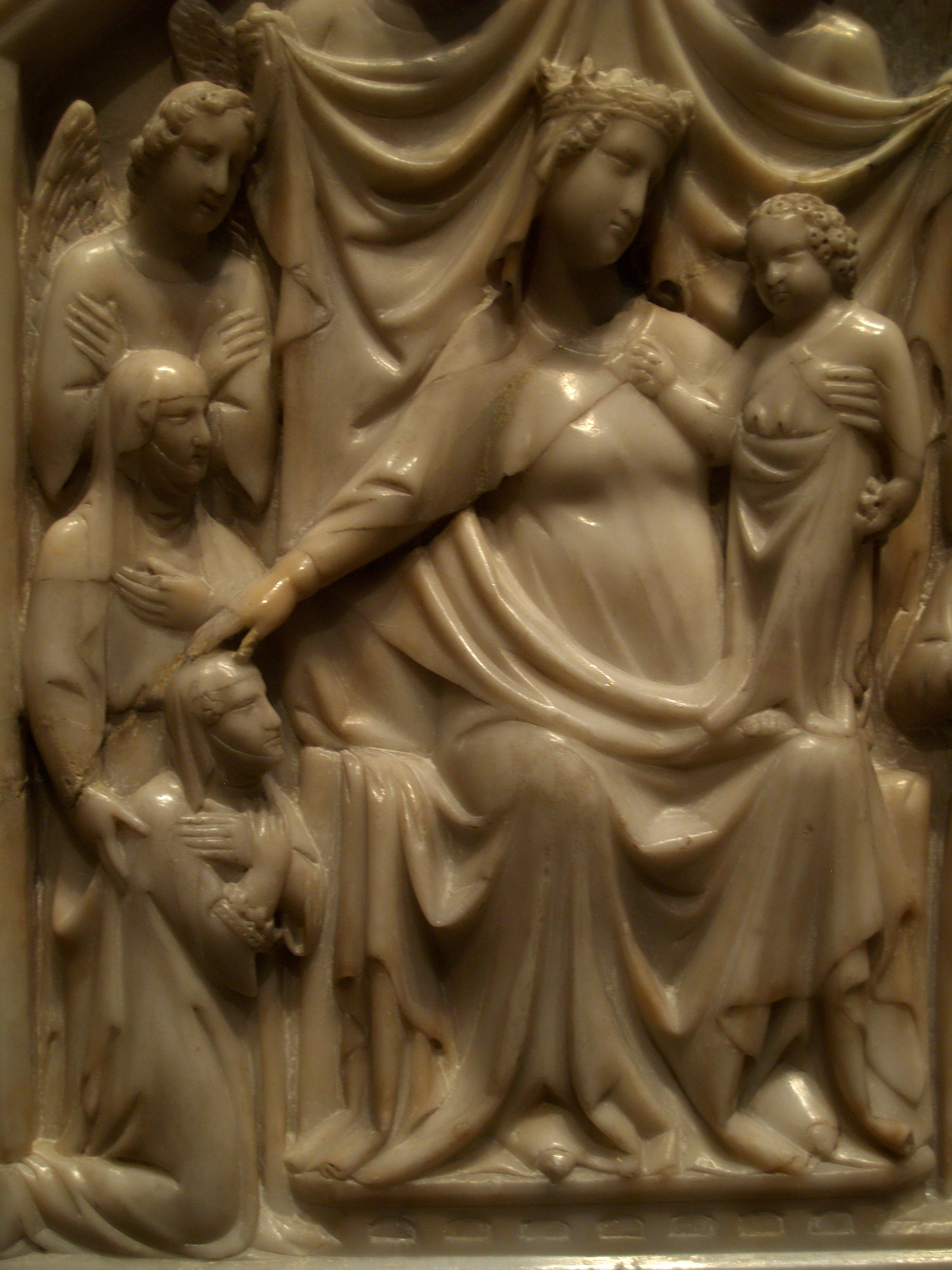
Klečící Sancha s Madonou a dítětem (od Tina di Camaina)

Sancha byla dcera mallorského krále Jakuba a Esclarmondy, dcery hraběte Rogera z Foix. V roce 1304 se stala druhou chotí kalábrijského vévody Roberta, nejstaršího žijícího syna krále Karla II. V roce 1309 převzal Robert po otci korunu neapolských králů. Uměnímilovní královští manželé ovlivnění Sanchinými bratry Jakubem a Filipem byli nákloněni františkánskému řádu a snažili se ovlivnit rozhodnutí papeže týkající se transformace neapolského opatství Santa Chiara.
Robertův syn z předchozího manželství, neapolský následník Karel zemřel již roku 1328 na malárii. Robert tehdy jmenoval pro nedostatek legitimních potomků dědičkou království vnučku Johanu a když v roce 1343 umíral, stanovil Sanchu členkou regentské rady, která měla vládnout do Johaniných pětadvaceti let. Sancha se po poradě se svým zpovědníkem rok po manželově skonu funkce vzdala a uchýlila se do klášterního ústraní. Složila řeholní sliby a přijala jméno Klára. Zemřela jako jeptiška v neapolském klášteře Santa Maria della Croce, kde byla i pohřbena. Později byly její ostatky přeneseny do klášterního kostela Santa Chiara.